# أسيد بن عبد الرحمن الخثعمي
أسيد بن عبد الرحمن الشهراني الخثعمي أحد رواة الحديث النبوي ، ذكره أبو الحسن بن سميع في الطبقة الخامسة ، وقال يعقوب بن سفيان : شامي ثقة ، وذكره أبو زرعة في تسمية نفر متقاربين في السن عمروا ، وقال في موضع آخر : حدثنا محمد بن أبي أسامة حدثنا ضمرة قال : توفي أسيد بن عبد الرحمن بالرملة سنة 144 هـ ، روى له أبو داود حديثا واحدا عن فروة بن مجاهد عن سهل بن معاذ بن أنس عن أبيه : غزوت مع النبي صلى الله عليه وسلم غزوة كذا وكذا فضيق الناس المنازل .
روى الحديث عن خالد بن دريك ورجاء بن حيوة وأبي محمد صالح بن جبير الشامي وعبد الله بن محيريز الجمحي والعلاء بن زياد العدوي وفروة بن مجاهد اللخمي ومكحول الشامي وهانئ بن كلثوم ، وروى عنه إسماعيل بن عياش وعبد اللَّه بن حسان وعبد اللَّه بن عطارد وعبد الرحمن بن عمرو الأوزاعي والمغيرة بن المغيرة الرملي.